# Корнел Сентелеки Станковић
Корнел Сентелеки Станковић (Печуј, 1893 — Сивац, 1933), мађарски писац, песник и преводилац српског порекла, најзначајнији представник мађарске књижевности у предратној Југославији.

## Биографија
Корнел Сентелеки Станковић, је син Ђорђа Станковића, грађевинског инжењера пореклом из темишварско-српске породице. Сентелеки Станковић и његова породица су се временом мађаризовали, а 1898. године преселили су се у Сомбор. Ту је Корнел завршио основну школу и осам разреда Државне гимназије, где је матурирао 1911. године. Након тога, уписао је медицинске студије у Будимпешти и дипломирао 1916. године. Године 1920. вратио се у Сомбор, где је отворио лекарску ординацију у селу Сивац, које је било национално мешовито, са српским, немачким и мађарским становништвом. Још као студент у Будимпешти, Корнел је постао сарадник угледног мађарског књижевног часописа A Hét, у којем је објављивао различите књижевне радове, укључујући песме, новеле, књижевне критике и приказе из позоришног и ликовног света. Такође, тамо је објавио и свој први роман "Ојађена љубав". Овај роман је у целости штампан 1920. године као прво објављено књижевно дело Корнела Сентелекија. Након тога, Сентелеки Станковић је написао књигу о сликарству Јожефа Пехана, "Боје и патња", као и збирку кратких прича "Тако боли живот" и драму "Светлост се пали и трне". Осим што је био писац, Сентелеки Станковић се бавио и преводилаштвом. Превео је на мађарски језик приповетку Вељка Петровића "Пролећни погреб" и упознао се с Младеном Лесковцем, будућим значајним историчарем српске књижевности, с којим је започео преписку. Такође је мађарској књижевној публици представио младе југословенске писце попут Иве Андрића, Мирослава Крлеже и Милоша Црњанског путем својих превода. У сарадњи с песником Јожефом Дебреценијем, приредио је и превео на мађарски антологију песама савремене српске лирике под називом "Босиљак".
Сентелеки Станковић је био изузетно продуктиван и истакнут писац на мађарском језику у Војводини током 1920-их, упркос својој тешкој плућној болести и професионалним обавезама као лекару. Путовао је у потрази за лековима и ублажавањем симптома туберкулозе, обилазио бање и лечилишта, те путовао у Италију, Француску и Египат. Тамо је чак био гост Јована Дучића, тадашњег југословенског амбасадора, песника и дипломате, у Каиру. Сентелеки је написао свој други роман "Isola Bella", 1931. који је био инспирисан топлим сунцем Италије и његовим путовањима. Његови путописни записи су постхумно објављени у књизи "Путна торба", 1944. Осим романа, Сентелеки Станковић је написао и збирку кратких прича "Сутра-прекосутра", 1942. Такође је приредио антологију приповедака мађарских писаца из Југославије под насловом "Под багремом", 1933.
Сентелеки Станковић је такође био уредник књижевних часописа Vajdasági Írás и Kalangya, где је објављивао есеје о српским и југословенским писцима и промовисао културно зближавање Мађара и Јужних Словена. Настојао је да унапреди културне везе између подунавских народа и подржавао је институционализацију мађарског издаваштва у Краљевини Југославији.
Сентелеки Станковић је преминуо 20. августа 1933. године у Сивцу, у својој непуној 41. години.
Сентелекијева дела превођена су на српски језик, а преводиоци као што су Младен Лесковац, Данило Киш, Јудита Шалхо и Сава Бабић омогућили су српској публици да упозна његову књижевност. Овај напор за превођењем и популаризацијом његових дела допринео је ширењу његове књижевне баштине. Крајем 20. века, тачније у периоду од 1988. до 2000. године, објављене су пет књига његових сабраних дела на мађарском језику. Ово је омогућило новим генерацијама читалаца да се упознају са Сентелеки Станковићем и његовим књижевним доприносом.

## Манифестација
У Сивцу се традиционално одржава књижевна манифестација под називом "Сентелеки дани". Током ове манифестације додељују се књижевне награде, укључујући и престижну награду "Сентелеки Корнел". Такође, додељује се и награда "Bazsalikom" за преводиоце са српског на мађарски и са мађарског на српски језик, чиме се подстиче даље промовисање књижевности и културне разноликости.
Све ове иницијативе и манифестације служе као сећање на овог изванредног писца и преводиоца, чија дела и допринос остају важни за књижевну и културну сцену.